# Izgrzyca przyziemna
Izgrzyca przyziemna (Danthonia decumbens DC.) – gatunek rośliny z rodziny wiechlinowatych. Znany też jako trójząb przyziemny. Występuje na terenie całej Europy, a Afryce Północnej (Algieria, Maroko, Tunazja, Azory, Madera), w Turcji i Gruzji. W Polsce pospolity, zwłaszcza we wschodniej części kraju.

## Morfologia

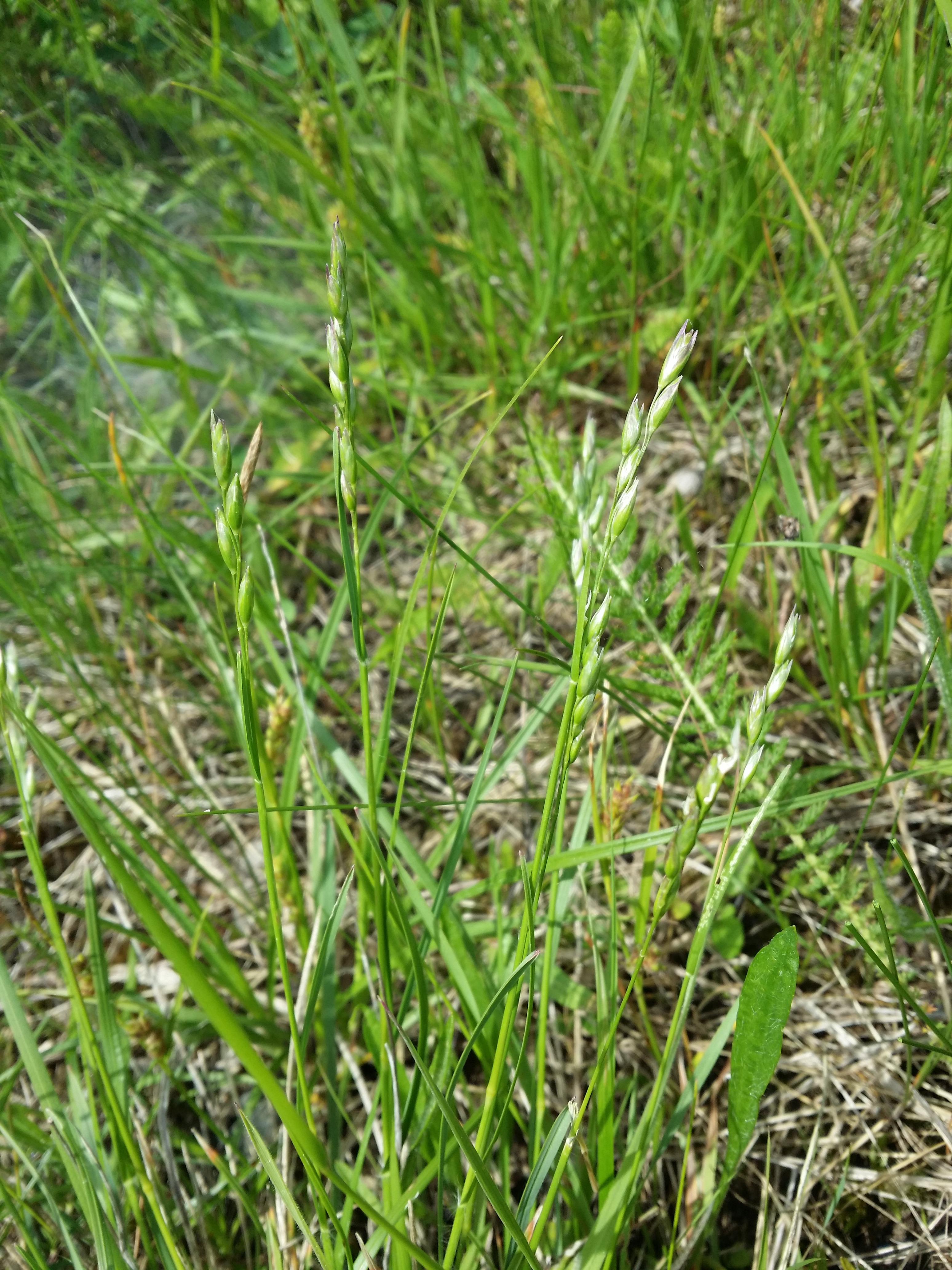
Pokrój

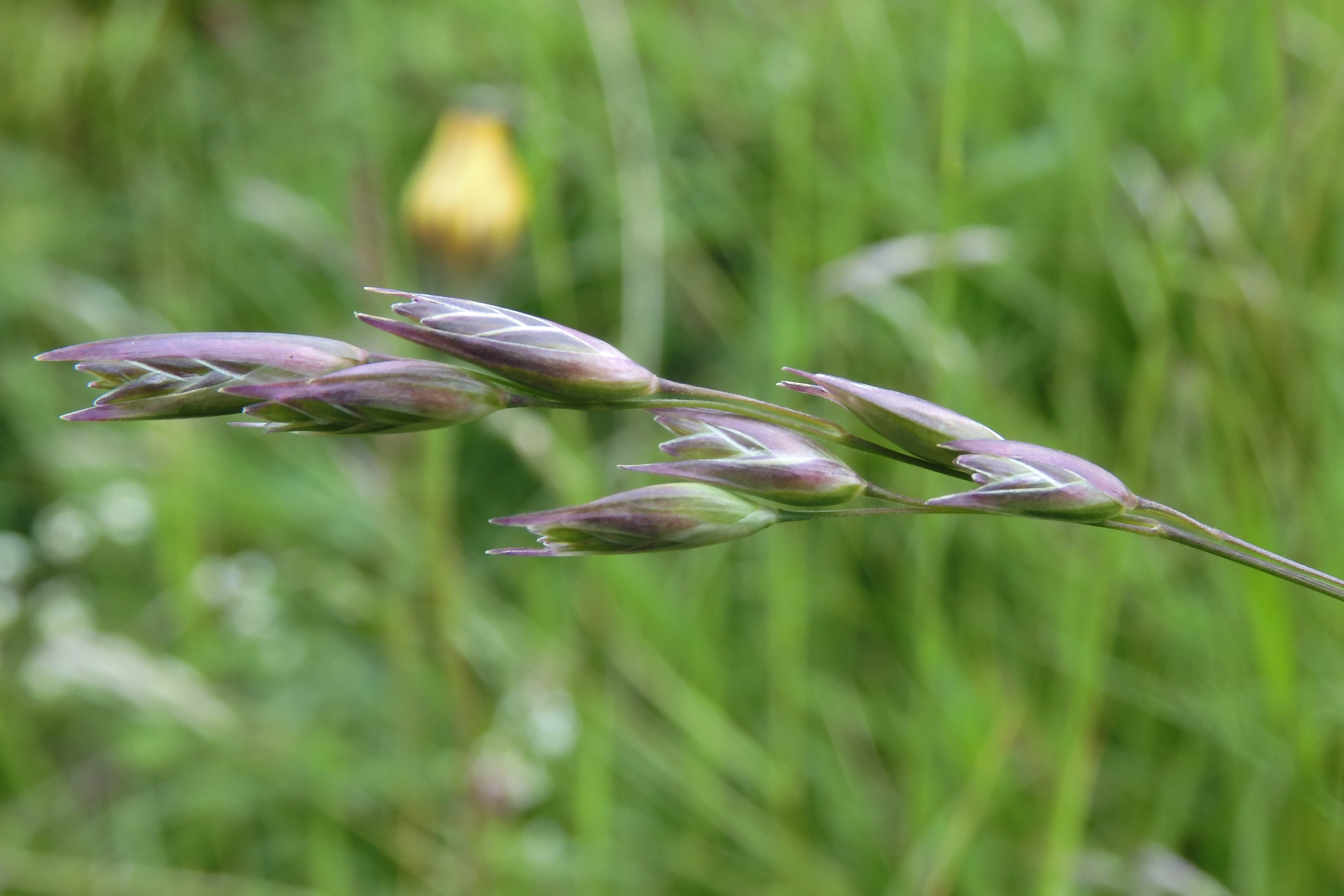
Kwiatostan

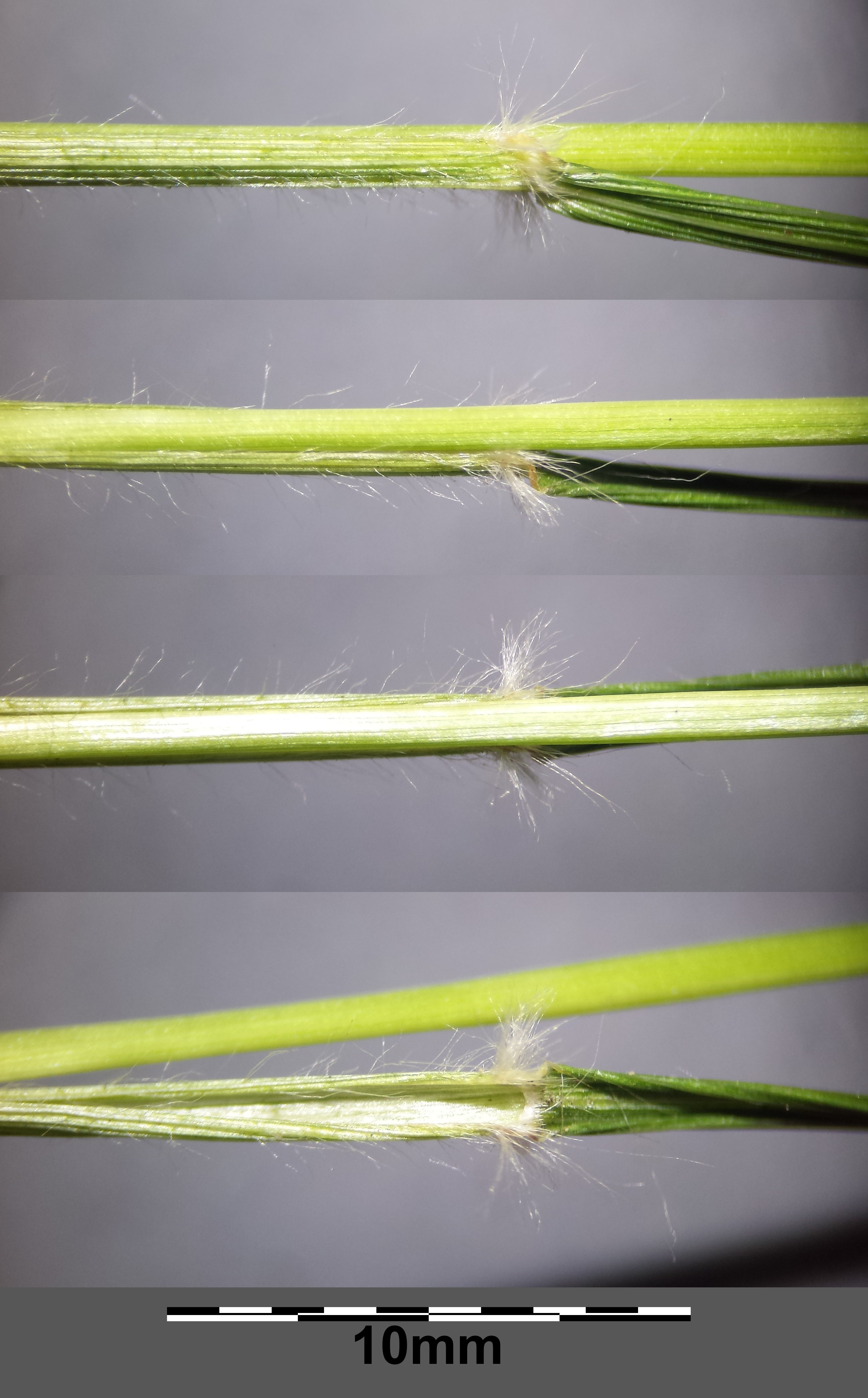
Owłosiona pochwa liściowa

PokrójTrawa trwała gęstokępkowa.
ŁodygaŹdźbła wzniesione, pokładające się lub rozesłane, wysokości do 60 cm, cienkie, 1-3 kolankowe, gładkie i nieowłosione. Dosyć sztywne.
LiściePochwa liściowa na stronie grzbietowej zaokrąglona i luźno owłosiona. Brak języczka. Blaszki liściowe szerokości 2-4 mm, długości 2-20 cm, płaskie lub lekko zwinięte. Ku górze lekko szorstkie.
KwiatyWiechy wąskie, wzniesione. Długości do 6 cm, z szorstkimi, wzniesionymi lub nieco rozpostartymi gałązkami, 1-3 kłosowe.

## Biologia i ekologia
Preferuje głównie ubogie murawy krzemianowe. Można ją spotkać na obrzeżach lasów. Kwitnie od czerwca do sierpnia.